# Manuela Schär
Manuela Schär (* 5. Dezember 1984) ist eine Schweizer Rollstuhlsportlerin. Sie ist aktiv in der Startklasse T54, sowohl in Sprintwettkämpfen als auch in Langstreckenrennen.

## Leben
Manuela Schär wuchs in Altishofen mit ihren Eltern und dem drei Jahre älteren Bruder Ivo in einem familiären Wohnquartier auf. Kindergarten und Primarschule absolvierte sie in Altishofen, die Sekundarschule besuchte sie im Nachbardorf Nebikon. Mit neun Jahren hatte sie einen schweren Unfall auf dem Kindergeburtstag einer Freundin. Die Schaukel, auf der sie gespielt hatte, war nicht richtig im Boden verankert, wodurch sie über ihr zusammenbrach und sie schwer am Rücken verletzte.
Schon vorher aktiv in einem Leichtathletikverein, lernte Schär während ihrer Ersthabilitation im Schweizer Paraplegiker-Zentrum in Nottwil den Rollstuhlsport kennen. Neben dem Sport begann sie nach dem Ende ihrer Schulzeit eine Lehre zur kaufmännischen Angestellten. Noch während ihrer Ausbildung nahm Schär an den Paralympischen Spielen 2004 in Athen teil und gewann Silber über 200 und Bronze über 100 Meter. Bei den Paralympischen Spielen 2008 in Peking gewann Schär über 200 Meter Bronze. Daraufhin wechselte Schär ihren Trainer und erweiterte ihr Programm um die 800-Meter-Strecke. Dennoch blieb sie bei den Paralympischen Spielen 2012 in London ohne Podestplatz und fiel in ein Formtief. Aus der Erfahrung heraus wechselte Schär erneut ihren Trainer und konzentrierte sich von da an mehr auf die Langdistanzen von 1500 Meter bis Marathon. In ihrer ersten Langstreckensaison wurde sie bei den World Para Athletics Championships in Lyon 2013 Weltmeisterin über die Marathondistanz und gewann die Silbermedaille über 800 und 5000 Meter. Seitdem hat sie alle Marathons der World Marathon Majors mindestens ein Mal gewonnen und hält auch den Weltrekord der Frauen mit 1:35:42 h, den sie beim Oita-Marathon 2019 aufgestellt hat.
In der World Marathon Majors Saison 2017/18 wurde sie Erste. In der Saison 2018/19 gewann sie alle Rennen und wurde nach ihrem Sieg beim Berlin-Marathon 2019 mit einer goldenen Sondermedaille geehrt. 2019 brach sie im Juli mit 21:28 min den Weltrekord über 10'000 Meter, im August den Weltrekord über 800 Meter in 1:41,47 min. Da Schär bereits bei der Marathon-WM im Frühling einen Quotenplatz für die Paralympics 2020 in Tokio erreichte, setzte sie in ihrer Planung am Saisonende 2019 den Fokus auf die Marathon-Serie und verzichtete auf die Teilnahme an den Weltmeisterschaften in Dubai.
2019 wurde Manuela Schär bei den Sports Awards zur Schweizer Paralympischen Sportlerin des Jahres gewählt.